# قطعنامه ۱۴۹۸ شورای امنیت
قطعنامه  ۱۴۹۸ شورای امنیت سازمان ملل متحد که در تاریخ ۰۴ اوت ۲۰۰۳ تصویب شد، سندی بین‌المللی دربارهٔ بررسی وضعیت در ساحل عاج است. این قطعنامه طی نشست ۴۸۰۴ام با ۱۵ رای موافق، ۰ مخالف و ۰ ممتنع تصویب شد.